# Aristoteles Sokrates Homer Onassis
Aristoteles Sokrates Homer Onassis (grško Αριστοτέλης Ωνάσης), grški ladjarski tajkun (bil je lastnik največje zasebne flote tovornih ladij) in magnat, * 20. januar 1906, (nekoč Smyrna), zdaj İzmir, Turčija, † 15. marec 1975, Neuilly-sur-Seine pri Parizu.
V svojem času je bil med največjimi bogataši na svetu, mednarodni javnosti pa je poslal znan po svojem razmerju z operno divo Mario Callas in zatem zaradi svoje poroke z Jackie Kennedy (vdovo ameriškega predsednika Johna F. Kennedyja), 20. oktobra 1968, na njegovem zasebnem otoku Skorpiosu v Jonskem morju.